# Llanishti, Shtime
Llanishti (albanska: Llanisht, serbiska: Lanište) är en by i Kosovo. Den ligger i kommunen Shtimes. Enligt den senaste folkräkningen år 2011 fanns det 73 invånare.

## Demografi
| Demografi | 2011 |
| --------- | ---- |
| albaner   | 73   |